# Mohamed el-Maadi
Pour les articles homonymes, voir Maadi (homonymie).
Mohamed el-Maadi, né le 2 janvier 1902 à Douar Sfahli, commune de Hammam N'Bail en Algérie et mort en Égypte vers 1954, est un militaire français d'origine algérienne, militant actif de l’extrême droite française nationaliste et antisémite. 
Comme Mohammedi Said ou encore Mohamed Begdane, il collabore activement avec le Troisième Reich pendant le régime de Vichy.
Membre de la Cagoule durant l'entre-deux-guerres, puis collaborateur au sein du Rassemblement national populaire (RNP) de Marcel Déat, il participe en 1944 à la création de la Brigade nord-africaine conjointement avec Henri Lafont.

## Biographie
Il est le fils du Caïd Mahfuz al-Ma'adi, Bachagha, commandeur de la Légion d'honneur et de Melouka El Maadi. Il est français par filiation car son grand-père paternel, lieutenant de spahis marié à une Française, Marie Madeleine Thérèse Lacave, a été fait citoyen français, de même que son grand-père maternel. 
Il étudie à la Sorbonne puis s'engage dans l'armée. Il participe à la guerre du Rif au 2e régiment de zouaves, puis est affecté au 3e régiment de zouaves.
Fortement imprégné du discours des Croix-de-Feu, militaire et militant actif de l’extrême droite française, il cherche à encourager l'antisémitisme musulman en Algérie, et, selon l'historien Joshua Cole, il joue un rôle crucial dans le déclenchement de l'émeute anti-juive de Constantine du 3 au 5 août 1934, au cours desquels des musulmans ont tué vingt-cinq juifs (14 hommes, 6 femmes, 5 enfants, dont 14 décapités),.  Alors adjudant-chef au 3e régiment de zouaves, il est cité à l'ordre de la division de Constantine par le général Kieffer pour sa conduite au cours des émeutes pour avoir « fait preuve dans cette circonstance d'un sang-froid, d'une énergie et d'un courage peu communs » et être « parvenu à sauver, avant qu'ils ne soient achevés, plusieurs blessés »,. Il est lui-même blessé par balle. Toutefois, bien que présenté comme un héros après les émeutes, Joshua Cole estime qu'il a fait partie des « agitateurs » à l'origine du pogrom.
Mohammed el-Maadi quitte provisoirement l'armée en 1936 pour ne pas servir le gouvernement de Léon Blum. Il intègre ensuite la Cagoule et devient un des plus proches hommes de main de Jean Filiol. Chargé de recruter des hommes de main pour l'organisation, il est arrêté, avec plusieurs membres de la Cagoule, en novembre 1937 et condamné à huit mois de prison. 
À nouveau engagé lors de la campagne de 1940, il est décoré de la Légion d'honneur. Durant l'Occupation allemande, il milite au Mouvement social révolutionnaire, fondé par d'anciens cagoulards. Il devient ensuite le responsable des questions inhérentes au Maghreb au sein du Rassemblement national populaire de son ami Marcel Déat, où il organise le Comité RNP nord-africain.
Durant la même période, il entre en contact avec les cercles indépendantistes algériens présents en France et fonde en janvier 1943, un bimensuel, Er Rachid, qui est financé par l'Abwehr et atteint un tirage de 80 000 exemplaires.
En 1943, Mohamed el-Maadi rencontre Henri Lafont, chef du bureau de la Gestapo parisienne, avec qui il fonde la brigade nord-africaine, officiellement constituée le 28 janvier 1944, avec le patronage d'Helmut Knochen, le chef de la Gestapo en France. Cette brigade comprend 300 membres, dont 180 Nord-Africains, essentiellement algériens, une centaine de militants du Rassemblement national populaire (RNP)  fournis par Marcel Déat ainsi que les membres de la bande de Bonny et Lafont,. Les chefs des cinq sections constituées au sein de cette troupe sont Paul Maillebuau, Charles Cazauba, Alexandre Villaplane, Paul Clavié et Lucien Prévost, tous promus sous-lieutenants SS (Untersturmführer). Alexandre Villaplane sema pendant plusieurs mois la terreur sur la Dordogne, notamment à Mussidan, Saint-Pierre-de-Chignac ou Brantôme où Georges Dumas, le père du futur ministre Roland Dumas tomba sous leurs balles, il travaillera avec la Gestapo de Périgueux sous les ordres de Michael Hambrecht.
En août 1944, il se réfugie avec son épouse en Allemagne, où il est accueilli par le Grand Mufti, Amin al-Husseini.
Il est jugé par contumace en juillet 1948 et condamné aux travaux forcés à perpétuité et à la dégradation nationale,.
Il meurt en Égypte en 1954 d'un cancer de la gorge.

## Publication
- L'Afrique du Nord, terre d'histoire, Éditions France-Empire, 1943.